# NA-4140
La  NA-4140  es una carretera local perteneciente a la Red de Carreteras de Navarra que se inicia en PK 5,55 de NA-411 y termina en PK 4,40 de NA-4130. Tiene una longitud de 4,59 kilómetros.